# Angélica Guimarães
Maria Angélica Guimarães Marinho, mais conhecida como Angélica Guimarães ou Dra. Angélica (Japoatã, 11 de agosto de 1958) é uma política brasileira.
É deputada estadual de Sergipe, eleita em 2006.